# Kainit
Kainit, také označovaný jako kainit stassfurtský, (MgSO4·KCl·3H2O, případně KMg[Cl|SO4]·3H2O či KMg(SO4)Cl·3H2O) je minerál ze skupiny síranů. Je bezbarvý, případně příměsmi žlutě, šedě nebo červeně zbarvený, průhledný až průsvitný. Rozpouští se ve vodě, přičemž se rozkládá. Není hygroskopický, chutná slaně hořce. Jde o minerál oceánských ložisek draselných solí vzniklý metamorfózou.

### Hnojivo
Kainit je využíván jako draselné hnojivo. Obvykle má podobu různobarevných drobných krystalků. Obsahuje 12-15 % draslíku v chloridové formě. Výhodou je obsah hořčíku (obvykle přes 5 %), díky jehož přítomnosti zpravidla není nutné samostatně doplňovat hořčík. Nevýhodou je vyšší obsah chlóru (34 %, je tedy vhodný spíše pro hnojení halofilních rostlin, především řepy a jarního ječmene) a sodíku, který podporuje škraloupovatění půdy. Používá se proto spíše na propustných vápenatých půdách. Pro zahrádkáře není příliš vhodný. Při zahrádkářském použití se doporučuje aplikace v zimních měsících (prosinec až únor), aby došlo k vyplavení chlóru před vegetační sezónou. Hnojivo je možné rozhazovat i na sníh.